# Корсикански огнен саламандър
Корсиканският огнен саламандър (Salamandra corsica) е вид земноводно от семейство Саламандрови (Salamandridae).

## Разпространение
Видът е разпространен във Франция.